# ББ Ерзурумспор
«Башакшехір Беледіє Ерзурумспор», більш відомий, як «ББ Ерзурумспор» (тур. Büyükşehir Belediye Erzurumspor) — турецький футбольний клуб з міста Ерзурум, заснований у 2005 році. Кольори клубу — синьо-білі.

## Історія клубу
Клуб заснований у 2005 році. До сезону 2010–11, команда виступала у чемпіонаті Ерзурума. В цьому сезоні, команда взяла участь у п'ятому по силі турецькому дивізіоні. Наступні п'ять сезонів команда виступала у Третій лізі Туреччини, причому в сезоні 2015–16 перемогла у ній. Наступні два сезони клуб і далі піднімався в класі. Сезон 2018–19, став першим для команди у Суперлізі. Після закінчення сезону, команда вилетіла у Першу лігу.

## Історія виступів у турецьких дивізіонах
- Суперліга: 2018–2019
- Перша ліга: 2017–2018, 2019–2020
- Друга ліга: 2016–2017
- Третя ліга: 2011–2016
- Аматорська ліга: 2010–2011
- Суперліга Ерзурума: 2005–2010

## Досягнення
- Переможець Аматорської ліги: 2010–11
- Переможець Третьої ліги: 2015–16

## Поточний склад
Станом на 15 травня 2019 року
| №  | Поз. | Нац.                 | Гравець          |
| -- | ---- | -------------------- | ---------------- |
| 2  | ЗХ   | Туреччина            | Егемен Коркмаз   |
| 4  | ПЗ   | Франція              | Габріель Обертан |
| 5  | ЗХ   | Франція              | Лео Швехлен      |
| 7  | НП   | Того                 | Жіль Сюню        |
| 8  | ПЗ   | Туреччина            | Тайлан Анталяли  |
| 13 | ВР   | Боснія і Герцеговина | Ібрагім Шехич    |
| 14 | ЗХ   | Німеччина            | Толга Юнлю       |
| 17 | ПЗ   | Туреччина            | Емре Бассан      |
| 19 | ПЗ   | Туреччина            | Ібрагім Акдаг    |
| 20 | НП   | ДР Конго             | Рідж Мансі       |
| 21 | ЗХ   | Туреччина            | Серкан Куртулуш  |

| №  | Поз. | Нац.                 | Гравець          |
| -- | ---- | -------------------- | ---------------- |
| 24 | ЗХ   | Туреччина            | Хакан Арслан     |
| 25 | ПЗ   | Нігерія              | Самюель Едуок    |
| 26 | ЗХ   | Данія                | П'єр Канструп    |
| 27 | НП   | Франція              | Рашад Мухаммед   |
| 32 | НП   | Норвегія             | Крістіан Опсет   |
| 33 | НП   | ПАР                  | Сіфіве Тшабалала |
| 36 | ВР   | Туреччина            | Накан Канбазоглу |
| 53 | ЗХ   | Туреччина            | Локман Гор       |
| 61 | ПЗ   | Туреччина            | Сефа Акгюн       |
| 77 | ПЗ   | Боснія і Герцеговина | Жасмін Щук       |
| 90 | НП   | Кот-д'Івуар          | Мусса Коне       |